# Blåstrupig motmot
Blåstrupig motmot (Aspatha gularis) är en fågel i familjen motmoter inom ordningen praktfåglar.

## Utbredning och systematik
Fågeln placeras som enda art i släktet Aspatha. Den förekommer på höglandet mellan södra Mexiko (Oaxaca) och Honduras som är täckt av skogar med träd av ek- och tallsläktet.

## Status och hot
Arten har ett stort utbredningsområde, men tros minska i antal, dock inte tillräckligt kraftigt för att den ska betraktas som hotad. Internationella naturvårdsunionen IUCN listar arten som livskraftig (LC). Beståndet uppskattas till i storleksordningen 20 000 till 50 000 vuxna individer.